# ホルヘ・ルイス・カンポス
ホルヘ・ルイス・カンポス（Jorge Luis Campos Velázquez、1970年8月11日 - ）は、パラグアイの元サッカー選手。元パラグアイ代表。ポジションはミッドフィールダー。

## 来歴
1995年にパラグアイ代表デビュー。コパ・アメリカ1995では全4試合に出場した。1998 FIFAワールドカップでは3試合に出場した。2大会連続での出場となった2002 FIFAワールドカップではグループステージ3戦目・スロベニア戦では逆転ゴールを決め、3-1で勝利、決勝トーナメント進出を決めた。2004年までに44試合に出場、6得点をあげた。

## 代表歴

### 出場大会
- パラグアイ代表
  - 1998 FIFAワールドカップ
  - 2002 FIFAワールドカップ

### 試合数
- 国際Aマッチ 44試合 6得点（1995年-2004年）[1]

| パラグアイ代表 | 国際Aマッチ | 国際Aマッチ |
| 年             | 出場        | 得点        |
| -------------- | ----------- | ----------- |
| 1995           | 11          | 2           |
| 1996           | 2           | 0           |
| 1997           | 1           | 0           |
| 1998           | 7           | 1           |
| 1999           | 0           | 0           |
| 2000           | 5           | 1           |
| 2001           | 1           | 0           |
| 2002           | 8           | 1           |
| 2003           | 8           | 1           |
| 2004           | 1           | 0           |
| 通算           | 44          | 6           |